# Oldehuys
Het verdwenen kasteel Oldehuys stond op een eiland in de Nederlandse stad Vollenhove, provincie Overijssel.

## Geschiedenis

### Bisschoppelijk kasteel en zetel
Het kasteel is gesticht door de bisschop Godfried van Rhenen om de Stellingwerver Friezen het hoofd te bieden. Het kasteel is ergens tussen 1165 en 1178 gebouwd en bestond oorspronkelijk alleen uit een donjon en omwalling. Het is onduidelijk of de bisschoppelijke boerderij, de Oldehof, ook binnen deze omwalling lag. Archeologisch onderzoek heeft wel uitgewezen dat het kasteel niet het eerste gebouw op het eiland was. Zo zijn er restanten aangetroffen van een kapel dat omstreeks 1100 gebouwd is.
Vollenhove was een belangrijke zetel en inkomstenbron voor het bisdom Utrecht, bovendien groeide het plaatsje snel. Vollenhove was ook tactisch van belang en gaf toegang tot omringende gebieden en steden doordat de Zuiderzee nog niet gevormd was. Het bisschoppelijke kasteel werd daarom uitgebreid en vanaf 1270 werden kastelijnen voor Vollenhove benoemd. De eerste bekende kastelijn was Pelgrim II van Putten. Het kasteel werd permanent verdedigd door borgmannen, niet-adellijke leenmannen.
Aan het einde van de 13e eeuw begonnen de bisschoppen van Utrecht ook munten te slaan op het Oldehuys.
Het kasteel is in loop van de 14e eeuw veelvoudig belegerd door de Stellingwerver Friezen.

### De tijd van de drosten
In de 16e eeuw werd voor het eerst het omvang van het kasteel goed beschreven. In deze periode werd het kasteel gemoderniseerd en voor het eerst bewoond door de drosten van Vollenhove. In 1581 werd de stad en kasteel door Diederik van Sonoy veroverd, waardoor het kasteel sterk verzwakt raakte. In de tweede helft van de 16e eeuw zijn er aanzienlijke investeringen gedaan om het kasteel weer op orde te brengen.

### Teloorgang van het kasteel
In de 19e eeuw raakte het kasteel in verval. Het kasteelkapel werd vanaf 1816 gebruikt om gevangenen uit de overvolle gevangenis te Zwolle te huisvesten. Het kasteel bleek niet geschikt als gevangenis en het aantal gevangenen werd geleidelijk teruggebracht. De binnenhaven werd ten koste van het kasteel uitgebreid ter diensten van de nijverheid rond de visserij. In 1834 werd een katoenweverij in de kasteelrestanten gevestigd. De kasteelruïne werd in 1854 door Domeinen verkocht voor ƒ 5300 aan jr. van Swinderen voor afbraak. Tegenwoordig is er niks meer over van het kasteel.

## Bewoners
| - 12e eeuw: Godfried van Rhenen (bisschop) - 1270: Pelgrim II van Putten (slotvoogd) - 1306-1309: Herman van Vollenhoven (slotvoogd) | - 1313: Herbertus van Putten (slotvoogd) - 1316: Hermannus Vleisch van Kuinre (slotvoogd) - 1455: Rudolf van Diepholt (bisschop) | - 1507 / 1508: Georg Schenck (drost) - 1521-1540: Borchard van Westerholt (drost) - 1557: Johan Sloet de Oude (drost) | - 1557-1568: Jan van Ligne (stadhouder) - 1638: Wolf Bentinck tot Werkeren (drost) - 1733-1751: Hendrik van Isselmuiden (drost) |

Den Aalshorst · Den Alerdinck · Huis Almelo · Arkelstein · Averbergen · Azoelen · Backenhagen · Bellinckhof · Den Berg · Huis Bergentheim · Beugelskamp · Beverfeurde · Blankena · Blokhuis · Hof te Boekelo · Borgbeuningen · Havezate Boskamp · Boxbergen · Borg Brammelo · Havezate Brecklenkamp · Bredenhorst · Buckhorst · Campherbeek · Colckhof · Den Dam · Huis Diepenheim · Dingshof · Dubbelink · Kasteel Eerde · Egede · Havezate Elsen · Everlo · Landgoed Frieswijk · Goor · Huis Gramsbergen · Grimberg · Grotenhuis · De Grote Weede · De Haere · Haerst · Hagmeule · Slot Hardenberg · Huis Heeckeren · Huis Hengelo · Herxen · Hofstede · Hogenhof · Hoikink · Hondeborg · Katenhorst · Kevelham · Kranenburg · Krijtenberg · De Kuile · Het Laar · Leemcule · Luttenberg · Mataram · Mennigjeshave · Nijenhuis (Diepenheim) · Nijenhuis (Olst-Wijhe) · Oldemeule · Oldenhof · Olidam · Oosterhof · Huis te Ootmarsum · Den Ordel · Pekkedam · Pothof · Rande · Kasteel Rechteren · Het Reelaer · Rhaan · Rutenberg · Huis Saasveld · Scherpenzeel · Havezate Schoonheten · Havezate Schuilenburg · Singraven · Stoevelaar · Kasteel Toutenburg · Twickel · Vechterweerd · Venebrugge · Kasteel Voorst · Kasteel de Waerdenborch · Warmelo · Weemselo · Wegdam · Weldam · Weleveld · Huis Werkeren · Westerflier · Westerveld · Wittenstein · Zuthem